# 踊る人形
「踊る人形」（おどるにんぎょう、The Dancing Men）は、イギリスの小説家、アーサー・コナン・ドイルによる短編小説。シャーロック・ホームズシリーズの一つで、56ある短編小説のうち27番目に発表された作品である。イギリスの『ストランド・マガジン』1903年12月号、アメリカの「コリアーズ・ウィークリー」1903年12月5日号に発表。1905年発行の第3短編集『シャーロック・ホームズの帰還 (The Return of Sherlock Holmes)』に収録された。
暗号とその解読をテーマにしている。
表題は、一般に「おどるにんぎょう」と読まれている（早い時期の訳者である延原謙は読み方については触れていない）が、原題には「人形」の意味は特になく、これを示す暗号も原文ではホームズが初めて見る場面で「little figures dancing」と発言しており、「人形（にんぎょう）」か「人形（ひとがた）」なのかどちらとも取れる意味に成っている。
なお、原題は、The Return of Sherlock Holmes に収録されたときに "The Adventure of the Dancing Men" と改題されている。

## あらすじ

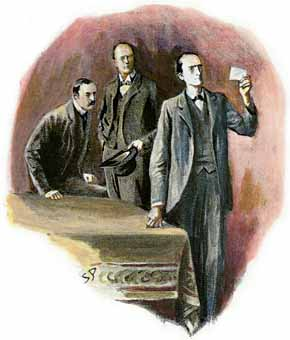
ワトスン、キュービット、そしてメモを睨むホームズ

シャーロック・ホームズのもとに、ノーフォークに住むヒルトン・キュービット氏から謎の絵文字が書かれた紙が送られてくる。いろいろな姿の人形がいくつも並んだ絵で、ワトスンは子供の落書きではないかと言うが、ホームズはもっと重要なものだと考えているようであった。
まもなく、キュービット自身がホームズの下宿にやってきた。彼の説明によると、アメリカ人女性のエルシーを妻にしているのであるが、1ケ月ほど前にアメリカの切手が貼られた手紙を受け取った妻がひどく驚き、読んだ手紙は火で燃やしてしまった。1週間前にはキュービット邸の窓枠に、チョークで書かれた絵文字があった。馬丁の少年のいたずらと思ったが、それは違った。絵文字は妻に見せる前に消したのだが、妻は次に同じことが起こったら必ず見せるように言った。昨日の朝には、庭の日時計の上に紙が置かれていた。それを見せると、妻は失神した。それから妻は、何かにおびえているようだ。心配したキュービットが、その紙をホームズに送っていたのだ。しかしホームズは、これだけの手掛かりでは謎を解けないので、また絵文字が現れたらそれを写しておくように言って、一旦キュービットを自宅に帰らせた。
2週間後、キュービットが再びホームズのもとを訪れた。妻がやつれていく姿に、彼は疲弊していた。キュービットの話によると、ホームズの下宿から帰った翌日、新しい絵文字が道具小屋の扉に書かれていた。その写しをとって消したのだが、2日後にまた絵文字が書かれており、これも写しとった。3日後には、日時計の上に絵文字の書かれた紙が置かれていた。キュービットは寝ずの番をすることに決め、書斎の窓のそばに陣取った。夜中の2時ころに妻が起きてきて、誰かの悪ふざけなので気にしないようにと言う。そのとき、道具小屋の扉の前に人影が見えた。キュービットがピストルを持って飛び出そうとするのを、エルシーが止める。その間に人影はいなくなり、ドアの上に絵文字が残されていた。キュービットはそれも書き写した。
キュービットが帰り、最初のものと合わせてホームズの手元には、絵文字が書かれた数枚の紙が研究材料として揃った。ホームズはそれらを丹念に調べ、別の紙に書き写して解読を始めた。ひとまず解読できたと考えたホームズは、アメリカに海底電信で問い合わせた。その次の日キュービットからは、また日時計の上に置いてあった紙の写しが送られてきた。それを解読したホームズは、事件が急を告げていることに気づく。アメリカからの返答も、危険がせまっていることを告げている。だがその晩の汽車はすでになく、ホームズは翌朝一番の汽車でノーフォークに行くことになった。
ノーフォークに着いたホームズとワトスンは、駅長の話からすでに悲劇が起こってしまったことを知った。キュービットとエルシーが撃たれ、キュービット本人は死亡し、エルシーは重体だというのである。現場に行ったホームズたちは、地元の警官から説明を受けた。警察では妻が夫を撃ち、そのあと自殺を図ったか、その逆だろうと考えていた。残されていたピストルには、2発の弾丸が発射された痕跡があった。絵文字を解読していたホームズは、外部の侵入者がいたと断定し、第3の弾丸を窓枠の下に発見した。ホームズはある宛先に、絵文字の手紙を書いた。そこに犯人がいて、これからキュービット邸にやってくるようにさせたというのである。犯人が来るまでの間、ホームズは絵文字の解読方法を説明した。
やって来たのは、エイブ・スレイニーという男であった。ホームズはアメリカからの電報で、スレイニーがギャングで、極めて危険な男であることを知っていた。
すぐにホームズがピストルを突きつけ、警官が手錠をかけた。彼はエルシーに会わせてくれと言う。ホームズがエルシーは重体だと話すと、嘘だと叫ぶ。エルシーからの手紙をもらったので来たといえば、ホームズは手紙は私が書いたと答える。観念したスレイニーは全てを話した。エルシーはギャングの親玉の娘で、絵文字を知っていたこと。彼女はスレイニーと婚約していたのだが、イギリスに逃げ出して結婚してしまったこと。スレイニーはエルシーの居場所を突き止めて、何度も絵文字を残したこと。昨夜エルシーに会いにきたとき、彼女が金で解決しようとしたこと。そのときピストルを持った夫が出てきたので、同時に発砲したこと。夫が倒れたので逃げ出したことなどを…。3つの弾丸は、スレイニーが撃って夫に命中したもの、夫が撃って窓枠に残ったもの、そしてエルシーが自分自身に撃ったものとなる。エルシーが夫を殺害しなかったことを証明したホームズは安堵するのだった。

## 「踊る人形」について

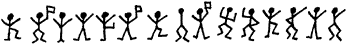
踊る人形。“am here abe slaney”つまり「エイブ・スレイニー参上」と表記されている

踊る人形その2。“elsie prepare to meet thy god”つまり「エルシー、お前の神に会う用意をせよ」と表記して脅迫している

「踊る人形」とは、この作品の中で用いられた暗号の通称で、換字式暗号である。旗を持った人形を語の区切りとし、腕や足の有無、折り曲げ方で文字を表現する。

## 他の作品との類似
- 暗号を用いた推理小説の先行作であるエドガー・アラン・ポーの「黄金虫」との類似性が古くから指摘されている[3][4]。
- 同じシャーロック・ホームズシリーズの「オレンジの種五つ」との間に、次の類似点がある。
  - 依頼人の元へ謎のメッセージが届く。
  - ホームズは暗号メッセージの解読を試み、成功する。
  - しかし一歩遅く、依頼人は殺害されてしまう。
  - メッセージの送り手はアメリカ出身の犯罪者である。
  - ホームズは解読した暗号を利用して、加害者を制裁する。

## 文献
- 『シャーロック・ホームズの帰還』、延原謙（訳）、新潮文庫（1953年） ISBN 4102134026
- 『踊る人形』、山中峯太郎（訳）、ポプラ社文庫 25（1976年） ISBN 4591008630
- 『シャーロック・ホームズの帰還』、シャーロック・ホームズ全集、小林司、東山あかね、高田寛（訳）、河出書房新社（1999年） ISBN 4309610463
- 『ホームズの帰還』、シャーロック・ホームズ全集 8、講談社インターナショナル（2000年） ISBN 4770025750